# Кушплер Ігор Федорович
І́гор Фе́дорович Ку́шплер (1 січня 1949, с. Покрівці, Ходорівський район (тепер у складі Жидачівського району), Львівська область — 22 квітня 2012, Польща) — український оперний співак (баритон). Соліст Львівського національного театру опери та балету ім. С. Крушельницької. Народний артист України.

## Життєпис
Творчий шлях розпочав в ансамблі «Верховина» у 16-річному віці. Після закінчення вокального та диригентського факультетів Львівської консерваторії працював в обласній філармонії. Товаришував з Володимиром Івасюком. Понад 30 років — соліст, провідний соліст Львівського національного академічного театру опери та балету. Брав участь в оперних фестивалях в Україні, Польщі, Росії, Угорщині, Іспанії, здійснив ряд концертних турне у містах Великої Британії, Аргентини, Бразилії, Канади, США. У репертуарі Кушплера — «Трубадур» Дж. Верді (Граф ді Луна), «Ріголетто» Дж. Верді (Ріголетто), «Украдене щастя» Ю. Мейтуса (Михайло Гурман), «Бал-маскарад» Дж. Верді (Ренато), «Травіата» Дж. Верді (Жорж Жермон, батько Альфреда), «Мойсей» М. Скорика (Поет), «Кажан» Й. Штрауса (Князь Орловський) та інші ролі.
Професор, завідувач кафедри академічного співу Львівської державної музичної академії ім. М. Лисенка. Проводив майстер-курси в Німеччині та Польщі.
Оперний співак (баритон) народний артист України, професор завідувач кафедри сольного співу, лауреат республіканської премії ім. М.Островського
Закінчив вокальний (1978 р.) і диригентський (1979 р.) факультети Львівської державної консерваторії ім. М.Лисенка. Викладачами сольного співу в нього були професори П.Кармалюк і О.Дарчук, диригування — професор Ю.Луців.
У 1978—1980 рр. I.Кушплер — соліст Львівської філармонії, з 1980 р. — соліст Львівської опери, у 1998—1999 рр. також художній керівник театру.
У його репертуарі близько 50 оперних партій. Серед них: Остап, Михайло Гурман, Ріголетто, Набукко, Яго, Амонасро, Ді Луна, Фігаро, Онєгін, Роберт, Сільвіо, Жермон, Барнаба, Ескамільйо та інші.
Брав участь в оперних фестивалях в Україні (Львів, Київ, Одеса, Дніпропетровськ, Донецьк), Росії (Нижній Новгород, Москва, Казань), Польщі (Варшава, Познань, Сянок, Битом, Вроцлав), у містах Німеччини, Іспанії, Австрії, Угорщини, Лівії, Лівану, Катару.
Як концертний співак гастролював у багатьох країнах Європи й Америки.
Має численні фондові записи, в тому числі знявся у телеверсіях опер «Маестро капели» Д. Чімарози та «Телефон» Дж. Менотті.
Ігор Кушплер автор солоспівів, творів для вокальних ансамблів і хорів, обробок народних пісень, що надруковані в авторських збірках: «Із глибинних джерел» (1999), «Шукай любов» (2000), «В передчутті весни» (2004), а також у збірках інших авторів.
З 1983 р. Ігор Федорович Кушплер викладав на кафедрі сольного співу Львівської національної музичної академії ім. М. В. Лисенка.
Більшість вихованців класу Ігора Федоровича (студентів і асистентів-стажистів) стали лауреатами (у тому числі перших премій) та дипломантами престижних міжнародних конкурсів, зокрема: ім. М.Лисенка, ім. I.Алчевського, ім. I.Паторжинського, ім. С.Крушельницької, в Україні, Вердіївські голоси, ім. Віотті в Італії, ім. С.Монюшка, ім. Ади Сарі в Польщі, ім. Королеви Єлизавети в Бельгії, Бельведер в Австрії, ім. П.Чайковського в Росії, Асоціації радіо Німеччини (АКГ)) та інші.
Серед його випускників: заслужені артисти України — лауреат національної премії України ім. Т.Шевченка А.Шкурган, Г.Кульба, I.Дерда, солістка Віденської національної опери З.Кушплер, соліст Національної опери України (Київ) В.Дудар, солісти Львівської опери — заслужений артист України О.Сидір, В.Загорбенський, А.Бенюк, Т.Вахновська, Л.Осташ. За контрактами в оперних театрах США, Канади, Італії працюють О.Ситницька, С.Сех, Софія Соловій та інші.
У 1999 р. журі конкурсу ім. I.Паторжинського відзначило I.Кушплера дипломом «Найкращий викладач».
Він неодноразово був членом журі різноманітних конкурсів співаків, зокрема, III Міжнародного конкурсу ім. С.Крушельницької (2003) і II Міжнародного конкурсу ім. А.Дідура (Польща, 2008) та провадив майстер-курси у музичних навчальних закладах Німеччини та Польщі.
Повертаючись з міжнародного конкурсу вокалістів ім. Адама Дідура, де він був членом журі, до Україну, трагічно загинув у автомобільній катастрофі під Краковом 22 квітня 2012 року.
Похований на 68 полі Личаківського цвинтаря.

### Родина
Дружина: Ада Кушплер, декан вокального, диригентського та факультету, народних інструментів Львівської державної музичної академії ім. М. Лисенка. Діти:
- Зоряна Кушплер — мецо-сопрано, солістка Віденської національної опери з 2007 року.
- Олена Кушплер — піаністка, викладач фортепіано Гамбурзької музичної академії.